# Terphothrix hedila
Terphothrix hedila är en fjärilsart som beskrevs av Druce 1906. Terphothrix hedila ingår i släktet Terphothrix och familjen tofsspinnare. Inga underarter finns listade i Catalogue of Life.